# Chitarra romana
Chitarra romana è una canzone italiana composta nel 1934 da Bruno Cherubini, Eldo Di Lazzaro e interpretata inizialmente da Carlo Buti pubblicata nel 1935.
Negli anni '30, di pari passo con la crescente "romanizzazione" della cultura fascista, c'è un vero e proprio boom della canzone romana. Nel 1934 erano già state pubblicate Signora Fortuna, Quanto sei bella Roma (canta se la vuoi cantà).

## Storia e significato
(Bruno Cherubini, Chitarra romana, 1934)
Chitarra romana è un classico della canzone italiana: la sua melodia si presta ad arrangiamenti che vanno dal tango fino alla romanza (non a caso Luciano Pavarotti ne aveva fatto un cavallo da battaglia delle sue esibizioni), senza trascurare il sapore di stornello che aveva consentito a Lando Fiorini di realizzare una versione che, nel 1972, vinse un concorso del Radiocorriere TV.
Fra le versioni arrangiate in forma di tango si ricordano quelle strumentali di Francisco Lomuto, pianista, compositore e direttore d'orchestra argentino e quella di Robert Gaden (Robert Henry Gaden-Gädeke) violinista e direttore d'orchestra nato a Bordeaux da famiglia tedesca.
È invece del 1959 la versione delle The Di Mara Sister. Le tre sorelle, Rose (nata nel 1932), Lilliam (1933) e Marisa (1934), nate a Milano da madre americana (statunitense) e padre italiano, di professione accordeonista, ne incisero una versione dal titolo "Roman guitar" con il testo in parte in italiano (ritornello) e in parte in inglese (strofa) con l'orchestra di Astor Piazzolla (accreditato come Astor Piazola) e gli arrangiamenti vocali di Toby Dannon. Tale versione, è la terza traccia del disco del trio dal titolo "Memorie di Roma" e fra gli autori compaiono, non solo Bruno Cherubini ed Eldo di Lazzaro, ma anche a Marjorie Harper per la strofa inglese.

## Incisioni
- 1935, Fernando Orlandis accompagnato dell'Orchestra dei Blue Star di Pippo Barzizza Fonit
- 1937, Carlo Buti nel 78 giri Sotto Ar Chiaro Della Luna/Chitarra Romana, Columbia Records 14830-F US
- 1939, Francisco Lomuto con il nome "Guitarra Romana" (strumentale)
- 1939 (?) Robert Gaden con il nome "Guitare Romaine" (strumentale)
- 1952, Sergio Perroni per la Fonit (78 giri)
- 1958, Claudio Villa per la Cetra (78 giri) Nannì ('Na gita a li castelli)/Chitarra romana
- 1959 The Di Mara Sister con il nome di "Roman guitar", accompagnate dall'orchestra di Astor Piazzolla, in "Memorie di Roma", Roulette - SR 25096
- 1961, Connie Francis (45 giri)
- 1970, Gabriella Ferri nella sua raccolta ... Lassatece passà
- 1972, Lando Fiorini
- 1984, Carlo Buti compilation